# Related
Related er en amerikansk komedie/drama TV serie der kørte på The WB gennem 2005-2006 sæsonen. Den handler om fire søstres liv – af italiensk herkomst, opvokset i Brooklyn – der bor i New York City.
Serien er skabt af den tidligere Sex and the City forfatter Liz Tuccillo, og produceret af Venner medskaber Marta Kauffman. På trods af megen promotion var seertallene ikke høje nok, og serien blev derfor aflyst efter første sæson.
Den unavngivne tema sang er sunget af The Veronicas, hvis musik ofte blev spillet i afsnittene.